# Cales noacki
Cales noacki es un himenóptero apócrito de la familia Aphelinidae. Tiene forma de avispita de unos 0,6 mm de longitud, de color amarillo naranja y de patas largas.
Se conoce principalmente por ser un parasitoide de ninfas de Aleurothrixus floccosus o mosca blanca de los cítricos ya que ayuda al control de esta plaga que en algunas épocas ha resultado muy problemática.
En España hoy en día gracias a la acción de este insecto se hacen casi innecesarios los tratamientos fitosanitarios contra estas moscas blancas.